# وادي بني خولان
خولان قبيله في اليمن منها خولاني بني عامر وخولان الطوال ومنها بني خولان، الساكنين عزلة وادي بني خولان مديرية جبل حبشي محافظة تعز، ووادي بني خولان منطقه زراعيه خصبه يقع بين مديرية جبل حبشي أسفل مدينة يفرس مرقد قبر الولي الصالح الشيخ أحمد بن علوان ومديرية المعافر، روافد الوادي من السيول التدفقه من جبل صبر عبر المسراخ ووادي الكلائبه الذي يعتبر امتداد له.